# Лонюв (гміна)
Гміна Лонюв (пол. Gmina Łoniów) — сільська гміна у східній Польщі. Належить до Сандомирського повіту Свентокшиського воєводства.
Станом на 31 грудня 2011 у гміні проживало 7524 особи.

## Територія
Згідно з даними за 2007 рік площа гміни становила 86.99 км², у тому числі:
- орні землі: 71.00%
- ліси: 15.00%

Таким чином, площа гміни становить 12.87% площі повіту.

## Населення
Станом на 31 грудня 2011:
| Опис     | Загалом | Загалом | Чоловіки | Чоловіки | Жінки | Жінки |
| -------- | ------- | ------- | -------- | -------- | ----- | ----- |
| одиниця  | осіб    | %       | осіб     | %        | осіб  | %     |
| все      | 7524    | 100     | 3801     | 50.52    | 3723  | 49.48 |
| міське   | 0       | 100     | 0        |          | 0     |       |
| сільське | 7524    | 100     | 3801     | 50.52    | 3723  | 49.48 |

## Сусідні гміни
Гміна Лонюв межує з такими гмінами: Баранув-Сандомерський, Клімонтув, Копшивниця, Осек.